# Mylitta Fluctus
Il Mylitta Fluctus è una struttura geologica della superficie di Venere.